# ビス(ジメチルグリオキシマト)ニッケル(II)
ビス(ジメチルグリオキシマト)ニッケル(II) (英語: Nickel bis(dimethylglyoximate))は、Ni[ONC(CH3)C(CH3)NOH]2の式を持つ配位錯体である。この化合物は鮮やかな赤色の固体である。ニッケルの定性分析において使用されることで知られている。

## 構造
ニッケル(II)イオンの幾何配置は正方形平面である。ジメチルグリオキシム(dmgH2)の共役塩基(dmgH−)の2当量に囲まれている。この有機配位子の対は、水素結合を介して結合し、大環状配位子を形成する。この錯体は特有の色を呈し、不溶性であるため、ニッケルの重量分析におけるキレート剤として使用される。
ジメチルグリオキシムをニッケル検出試薬として使用することは、1905年にレフ・シュガエフによって報告された。